# أكل العسل (سلوكيات التغذية)
أكل العسل أو العسلية (Mellivory) مصطلح يُطلق على أكل العسل كسلوك للتغذية. والعسل مادة حلوة ولزجة تنتجها بعض الحشرات ذات الاجتماعية العليا، وخصوصًا النحل، لاستهلاكها من قِبل أفراد الخلية، وخاصة الصغار منها. كما يُستهلك العسل من قِبل العديد من الكائنات الأخرى، بما في ذلك البشر، الذين طوروا طرقاً لتربية النحل لجعل إمدادات العسل موثوقة ووفيرة.

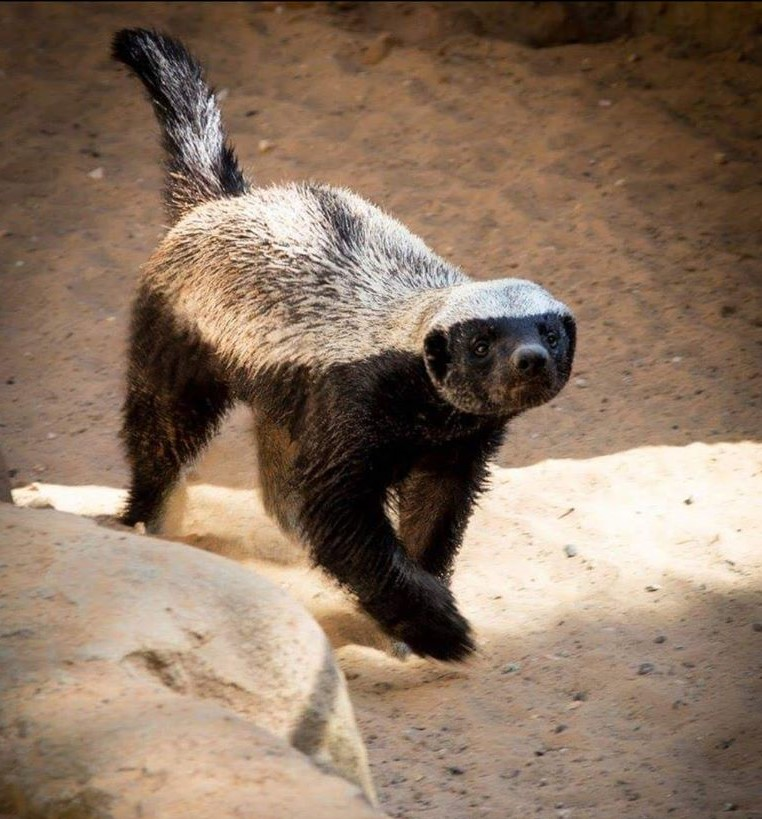
تمت تسمية غرير العسل (جنس Mellivora) بهذا الاسم بسبب نظامه الغذائي المكون من العسل.

وعلى الرغم من الخصائص المضادة للميكروبات المحدودة للعسل (الناتجة عن الضغط التناضحي العالي للسكريات المركزة فيه)، إلا أنه يظل مصدرًا غذائيًا لمجموعة متنوعة من الكائنات الحية الدقيقة.